# Урја (Катанцаро)
Урја је насеље у Италији у округу Катанцаро, региону Калабрија.
Према процени из 2011. у насељу је живело 710 становника. Насеље се налази на надморској висини од 50 м.